# Anton Fink
Anton Fink (Dachau, 31 juli 1987) is een Duitse voetballer die bij voorkeur als aanvaller speelt. Hij verruilde in januari 2012 Karlsruher SC voor Chemnitzer FC, op dat moment actief in de  3. Liga.
Fink werd in het seizoen 2008/2009 als speler van SpVgg Unterhaching topscorer van de 3. Liga, met 21 doelpunten in 38 wedstrijden. In 2012/13 deelde hij de topscorerstitel met Fabian Klos, Beide spelers maakten dat jaar twintig doelpunten in de 3.Liga.  